# Nephrotoma altigalea
Nephrotoma altigalea är en tvåvingeart som beskrevs av Alexander 1967. Nephrotoma altigalea ingår i släktet Nephrotoma och familjen storharkrankar. Inga underarter finns listade i Catalogue of Life.